# Sieńsko (Sainte-Croix)
Pour les articles homonymes, voir Sieńsko.
Sieńsko est une localité polonaise de la gmina de Słupia, située dans le powiat de Jędrzejów en voïvodie de Sainte-Croix.